# Palazzolo Acreide

Ubicació de Palazzolo Acreide dins de la província

Palazzolo Acreide (sicilià Palazzolu Acrèidi) és un municipi italià, dins de la província de Siracusa. L'any 2009 tenia 9.086 habitants. Limita amb els municipis de Buscemi, Cassaro, Floridia, Giarratana (RG), Noto, Siracusa, Solarino, Sortino i Canicattini Bagni.

## Administració
| Període | Identitat      | Partit        |
| ------- | -------------- | ------------- |
| 2008-   | Carlo Scibetta | Llista cívica |

## Personatges il·lustres
- Giuseppe Fava, periodista.

## Galeria d'imatges

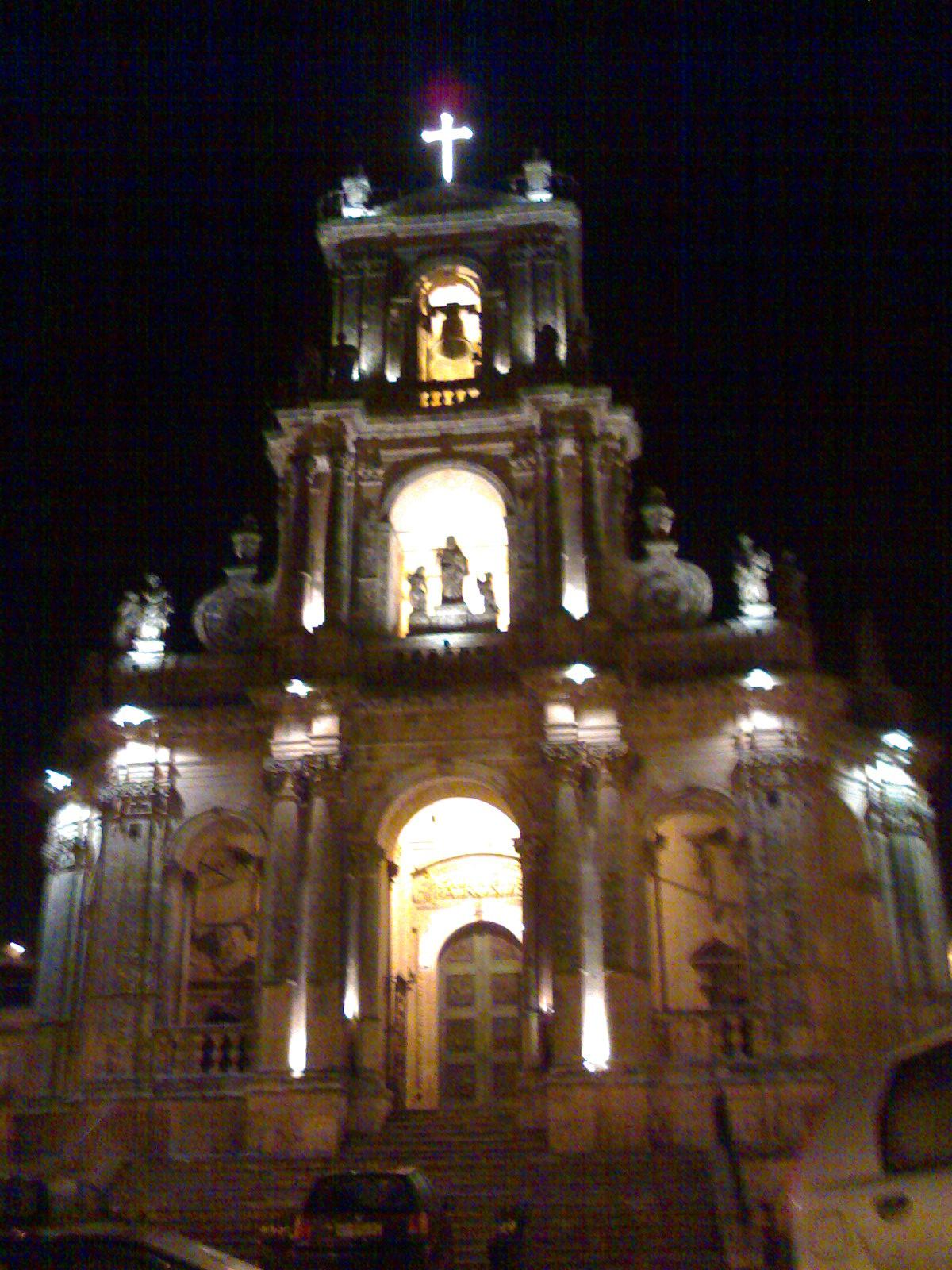
Església San Paolo